# Saccolomataceae
Famille
Les Saccolomataceae sont une famille de fougères de l'ordre des Polypodiales. Il a été autrefois traité comme faisant partie des Dennstaedtiaceae, mais il a été classé dans sa propre famille selon Smith et al. (2006). Le genre Saccoloma (en)  a été décrit comme incluant le genre Orthiopteris (en), mais la phylogénie du groupe n'est pas encore entièrement comprise.
Cette famille est monogénérique avec le genre Saccoloma et environ 18 espèces,. Sa répartition géographique est pantropicale.

## Étymologie
Le nom vient du genre type Saccoloma, dérivé du grec σάκκο / sacco, sac, et λόμα / loma, bordure.

## Classification
En 2016, le Pteridophyte Phylogeny Group a placé cette famille comme la seule des Saccolomatineae, l'un des six sous-ordres composant l'ordre des Polypodiales. Ces sous-ordres sont liés phylogénétiquement, comme le montre ce cladogramme :
|  | Saccolomatineae   |
|  |                   |
|  | Lindsaeineae (en) |
|  |                   |

|  | Dennstaedtiineae (en)                                               |
|  |                                                                     |
|  | \| \| Aspleniineae \| \| \| \| \| \| Polypodiineae (en) \| \| \| \| |
|  |                                                                     |
|  | Aspleniineae                                                        |
|  |                                                                     |
|  | Polypodiineae (en)                                                  |
|  |                                                                     |

|  | Aspleniineae       |
|  |                    |
|  | Polypodiineae (en) |
|  |                    |

|  | Dennstaedtiineae (en)                                               |
|  |                                                                     |
|  | \| \| Aspleniineae \| \| \| \| \| \| Polypodiineae (en) \| \| \| \| |
|  |                                                                     |
|  | Aspleniineae                                                        |
|  |                                                                     |
|  | Polypodiineae (en)                                                  |
|  |                                                                     |

|  | Aspleniineae       |
|  |                    |
|  | Polypodiineae (en) |
|  |                    |

|  | Saccolomatineae   |
|  |                   |
|  | Lindsaeineae (en) |
|  |                   |

|  | Dennstaedtiineae (en)                                               |
|  |                                                                     |
|  | \| \| Aspleniineae \| \| \| \| \| \| Polypodiineae (en) \| \| \| \| |
|  |                                                                     |
|  | Aspleniineae                                                        |
|  |                                                                     |
|  | Polypodiineae (en)                                                  |
|  |                                                                     |

|  | Aspleniineae       |
|  |                    |
|  | Polypodiineae (en) |
|  |                    |

|  | Dennstaedtiineae (en)                                               |
|  |                                                                     |
|  | \| \| Aspleniineae \| \| \| \| \| \| Polypodiineae (en) \| \| \| \| |
|  |                                                                     |
|  | Aspleniineae                                                        |
|  |                                                                     |
|  | Polypodiineae (en)                                                  |
|  |                                                                     |

|  | Aspleniineae       |
|  |                    |
|  | Polypodiineae (en) |
|  |                    |

## Description
Les Saccolomataceae ont généralement les caractéristiques suivantes : terrestres ; rhizomes courts et rampants ou érigés et en forme de tronc ; pétioles chacun avec un brin vasculaire en forme d'oméga; limbes pennés à décomposés et dépourvus de poils articulés ; veines libres ; sores terminaux sur les veines ; indusie en forme de poche ou de coupe.